# Escuela Linji
La escuela Línjì (en chino tradicional, 臨濟宗; pinyin, Línjǐ zōng) es una escuela del budismo chan que lleva el nombre de Linji Yixuan (d. 866). Tomó relevancia en la China Song (960-1279), se extendió a Japón como escuela Rinzai e influyó en las nueve escuelas de montaña del Seon coreano.

## Historia

### Dinastía Song
Antes de la dinastía Song, la escuela Linji era bastante oscura y se sabe muy poco sobre su historia temprana.

### Período de las Cinco Dinastías y los Diez Reinos (907-960/979 EC)
El período de las Cinco Dinastías y Diez Reinos (en chino tradicional, 五代十國; en chino simplificado, 五代十国; pinyin, Wǔdài Shíguó) (907-960/979 EC) fue una época de agitación política entre la caída de la dinastía Tang y la fundación de la Song. Durante este periodo, cinco dinastías se sucedieron rápidamente en el norte, y se establecieron más de doce estados independientes, de los que tradicionalmente sólo se enumeran diez.
La dispersión de China en varias regiones y reinos condujo a una diversificación de las facciones chan[cita requerida], como se refleja en las Cinco Casas del Chán.[cita requerida] La escuela Fayan fue especialmente influyente en el Tang del Sur (937-975) y Wuyue (907-978). Propagaba el jiaochan yizhi, "armonía entre el Chan y la Enseñanza", en oposición al jiaowai biechuan, "una transmisión especial fuera de la enseñanza", convirtiéndose este último en uno de los lemas definitorios del Chan.

### Dinastía Song del Norte (960-1127)
La Song fue una dinastía gobernante entre 960 y 1279. Se divide en dos períodos distintos: Song del Norte y Song del Sur.
Durante la Song del Norte (960-1127), la capital de los Song estaba en la ciudad norteña de Bianjing (actual Kaifeng) y la dinastía controlaba la mayor parte de la China propiamente dicha. La escuela Fayan fue la primera facción en obtener reconocimiento en la corte Song, debido a la influencia del erudito-oficial budista Zanning (919-1001). Tras su muerte, esta posición fue asumida por la escuela Linji.
La escuela Linji reunió los elementos clásicos del budismo Chan:
- El género denlu, la "Transmisión de la Lámpara";[5][6]
- El género yulu, los dichos registrados de los maestros del Tang;[5]{[6]
- Las colecciones gongan, que describen diálogos e interacciones entre maestros y estudiantes, complementados con introducciones, comentarios y poesía;[5][6][7]
- La práctica Hua Tou, la concentración meditativa en la "cabeza de la palabra" de un gongan como ayuda para alcanzar el jiànxìng;[5][7]
- La noción de "una transmisión especial fuera de la escritura" como una de las características definitorias del Zen.[6]

Todos estos elementos, que dieron forma a la imagen del maestro zen iconoclasta que transmite una verdad sin palabras, fueron moldeados por y dependientes de los productos "literarios" que dieron forma a las Narrativa Zen Tradicional que fomentaron la posición de la escuela Linji. Es posible que esta narrativa no describa la práctica Chan real, de la dinastía Song, ni de la dinastía Tang.

#### Linji
La escuela Linji se convirtió en la escuela dominante dentro del Chan a principios de la dinastía Song debido al apoyo de los literatos y de la corte. La figura de Linji, como uno de los maestros ejemplares del Chan, fue detallada en una serie de escritos en los siglos X y XI, que apoyaron a la escuela Linji y contribuyeron a su influencia y prestigio.

##### Zutang ji (952)
La primera mención a Linji se encuentra en el Zutang ji (祖堂集 "Antología de la Sala Patriarcal"), compilado en 952, 86 años después de la muerte de Linji. El Zutang ji fue escrito para apoyar el linaje de Xuefeng Yicun. Representa a este linaje como heredero del legado de Mazu y de la escuela de Hongzhou. Fue escrito por dos estudiantes de Zhaoqing Wendeng (884-972), un descendiente del dharma de Xuefeng Yicun, cuyo linaje se remonta a Shitou Xiqian (700-790). El estudiante de Xuefeng Yunmen Wenyan (862 u 864-949 CE) estableció la escuela Yunmen, mientras que el "gran discípulo" de Xuefeng, Fayan Wenyi, estableció la escuela Fayan.

##### Jingde Chuangdeng lu (1004)
La Transmisión de la lámpara (景德傳燈錄), compilado en 1004 por Daoyuan, es uno de los escritos Chan esenciales. Fue compilado por un miembro de la escuela Fayan, pero publicado después de una revisión editorial por Yang Yi (974-1020), una importante figura literaria de los Song, y partidario de la facción Linji en la corte Song. La escuela Fayang todavía tiene prominencia entre las facciones que compiten y que son retratadas en el Chuangdeng lu, pero la creciente influencia de la facción Linji está emergiendo en este documento.
La Transmisión de la Lámpara da primero una breve información biográfica sobre Lijni, seguida de las interacciones de Linji con Hunagbo, para reforzar la afirmación de la descendencia de Linji de Hunagbo y del linaje Mazu.
La Transmisión de la Lámpara sirvió a varias necesidades e intereses:
1. Las necesidades de los Song de utilizar el budismo para centralizar el nuevo estado, y mantener buenas relaciones con las naciones budistas vecinas;
2. Los intereses de la facción Linji, que dominaba alrededor de la capital Bianjing;
3. El deseo de la nueva dinastía de establecer su propio estilo cultural (wen);[note 1]
4. Las necesidades de los literatos, que apoyaban un estilo cultural que avalaba la expresión libre y espontánea, diferente de una "cultura antigua" más tradicional (guwen).

La convergencia de estas influencias condujo a la creación de la imagen del maestro chan iconoclasta, que cumplía todos estos requisitos:

} Era libre y espontáneo, por lo que sirvió a la facción liberal wen en su lucha contra los partidarios guwen de la corte. No estaba contaminado por ninguna necesidad de poder político, por lo que no amenazaba la autoridad de la dinastía o su burocracia. Era budista, por lo que podía ser presentado cuando surgiera la necesidad de demostrar que el imperio apoyaba el budismo. Era una lectura entretenida, que se adaptaba a las necesidades de un público lector recién alfabetizado. Por último, afirmaba la superioridad del linaje Linji y su estilo de la "edad de oro del Chan", lo que convenía a la facción entonces dominante.

Sin embargo, esta imagen se aleja de lo que se cree que es el carácter de muchos de los maestros Chan de épocas anteriores, que eran bastante convencionales: "aceptaban habitualmente invitaciones a la corte, recibían túnicas púrpuras y títulos honoríficos, y hacían construir monasterios para ellos por parte de gobernantes y funcionarios".

##### Tiansheng Guangdeng lu (1029)
Según Welter, el verdadero fundador de la escuela Linji fue Shoushan (o Baoying) Shengnian (首山省念)(926-993), una cuarta generación de herederos del dharma de Linji. El Registro de la Lámpara Expandida de la Era Tiansheng (天聖廣燈錄), compilado por el funcionario Li Zunxu (李遵勗)(988-1038) confirma el estatus de Shoushan Shengnian, pero también retrata a Linji como un importante patriarca Chan y heredero de la escuela de Hongzhou de Mazu Daoyi, desplazando la prominencia del linaje Fayan. También estableció el lema de "una transmisión especial fuera de la enseñanza", apoyando la pretensión de la escuela Linji de "Chan como algo separado y superior a todas las demás enseñanzas budistas".
Las enseñanzas de Linji ya están más o menos completas en este documento, y se le presenta como el heredero del dharma de Huangbo Xiyun (d.850). El Guangdeng lu contiene breves detalles biográficos sobre la vida y las acciones de Linji.
Los principales elementos del Chan clásico se muestran plenamente en el Registro de la Lámpara Ampliado de la Era Tiansheng: el diálogo del encuentro, los versos de la iluminación, los dichos de los maestros y los comentarios sobre estos dichos, la falta de contextualización histórica y de detalles biográficos.

##### Sijia Yulu (1066-1069)
El Sijia yulu "Registros del discurso de los cuatro maestros", compilado entre 1066 y 1069 por Huanglong Huinan (1002-1069), contiene los registros del discurso de Mazu Daoyi (709-788), Baizhang Huaihai (720-814), Huangbo Xiyun (m.850) y Linji, los principales patriarcas de la dinastía Tang según la facción Linji. En este texto, Linji se sitúa explícitamente en línea con estos maestros de la escuela de Hongzhou.
La ortodoxia chan aún no estaba asentada en esta época. Aproximadamente en la misma época se compiló el Deshan Sijia lu, un texto comparable que contiene los registros de Deshan Xuanjian (780-865), cuyo linaje se remonta a Shitou Xiqian, e incluye la rama Chan de Xuefeng Yicun, Yumen y Fayan. Otros Sijia lu fueron el Huanglong Sijia (compilado en 1141) y el Ciming Sijia lu (compilado en 1153).

##### Zhenzhou Linji Huizhao Chansi yulu (1120)
El Zhenzhou Linji Huizhao Chansi yulu ("El registro de Linji"), compilado por Yuanjue Zongan en 1120, es la versión clásica del registro de Linji. Yuanjue Zongan pertenecía a la facción Yunmen, y también reeditó el Yunmen yulu, el "Registro de discursos de Yunmen".
El texto del acta de Linji es el mismo que el del Tiansheng Guangdeng lu, pero con un orden diferente. El Linji yulu se abre con las conferencias impartidas por Ljnji a petición del prefecto gobernador y otros funcionarios, lo que pone de manifiesto la estrecha relación de la facción Linji con la corte. Los datos biográficos sobre la vida de Linji se amplían y aparecen al final del texto.
En el Linji yulu se atribuye al propio Linji la frase "una transmisión especial fuera de las escrituras". Sirvió como lema principal para el establecimiento de la identidad Linji Chan por la facción Linji de Shoushan Shengnian, y fue visto como marca de la identidad Linji Chan por Yang Yi y Li Zunxu, los literatos relacionados con la corte que tuvieron un papel esencial en la construcción del registro y la reputación de Linji.

### Dinastía Song del Sur (1127-1279)
La Canción del Sur (en chino, 南宋, 1127-1279) se refiere al periodo posterior a que los Song perdieran el control del norte de China ante la dinastía Jin. Durante esta época, la corte Song se retiró al sur del Yangtze y estableció su capital en Lin'an (actual Hangzhou). Las principales figuras de la escuela Linji también se trasladaron al sur.

#### Dahui y la práctica del hua-tou
Durante el siglo XII, surgió una clara diferencia entre las escuelas Linji y Caodong. Las dos escuelas competían por el apoyo de los literatos, que se hicieron más poderosos cuando el gobierno Song empezó a limitar su influencia en la sociedad.[cita requerida] Hongzhi Zhengjue (1091-1157) de la escuela Caodong enfatizaba la iluminación silenciosa o shikantaza como medio para la práctica solitaria, que podían realizar los seguidores laicos. Dahui Zonggao (1089-1163) introdujo la kanhua, "observar la cabeza de la palabra", como medio de práctica solitaria. Organizó el estudio de los koans en un sistema, que se exportó a Japón en este periodo.

### Dinastía Yuan (1279-1368)
La Dinastía Yuan fue el imperio establecido por Kublai Khan, el líder del clan mongol de los Borjigin, después de que el Imperio Mongol conquistara la Jin y la Southern Song. Las enseñanzas chan comenzaron a mezclarse con el Budismo de la Tierra Pura, como en las enseñanzas de Zhongfeng Mingben (1263-1323).

### Dinastía Ming (1368-1644)
El budismo chan disfrutó de una especie de renacimiento en la dinastía Ming con maestros como Hanshan Deqing (憨山德清), que escribió y enseñó extensamente tanto el budismo Chan como el de la Tierra Pura; Miyun Yuanwu (密雲圓悟), que llegó a ser considerado póstumamente como el primer patriarca de la escuela Ōbaku Zen; así como Yunqi Zhuhong (雲棲祩宏) y Ouyi Zhixu (蕅益智旭).
El chan se enseñaba junto al budismo de la Tierra Pura en muchos monasterios budistas chinos. Con el tiempo se perdió gran parte de la distinción entre ellos, y muchos maestros enseñaban tanto el Chan como la Tierra Pura.
Con la caída de los Ming, varios maestros chan chinos huyeron a Japón, fundando la escuela Ōbaku.

### Dinastía Qing (1644-1912)
La dinastía Qing fue la última dinastía imperial de China.
A principios de la Qing, el chan fue "reinventado" por el "renacimiento de las prácticas de golpes y gritos" de Miyun Yuanwu (1566-1642), y la publicación del Wudeng yantong ("La estricta transmisión de las cinco escuelas chan") de Feiyin Tongrong's (1593-1662), un heredero del dharma de Miyun Yuanwu. El libro colocaba a los monjes Chan autoproclamados sin la debida transmisión del Dharma en la categoría de "linaje desconocido" (sifa weixiang), excluyendo así a varios monjes Caodong prominentes.

### Tiempos modernos (después de 1912)

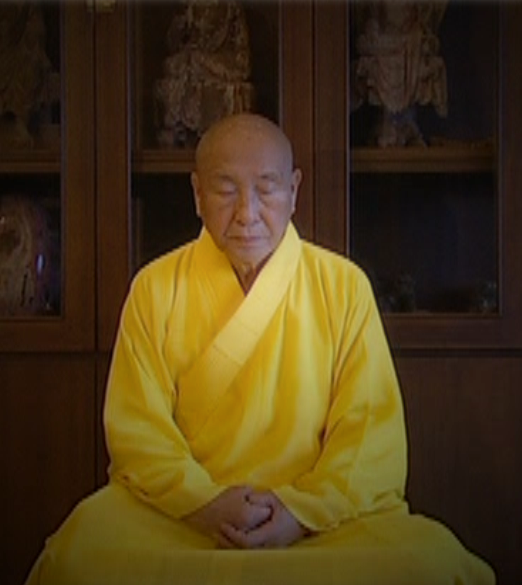
Gran Maestro del Budismo Chan Tradicional Wei Chueh en Taiwán, sentado en meditación

Tras otros siglos de decadencia durante la dinastía Qing, el chan volvió a revivir a principios del siglo XX de la mano de Xuyun, una conocida figura del budismo chino del siglo XX. Muchos maestros chan actuales remontan su linaje a Xuyun, entre ellos Sheng-yen (聖嚴, Shèngyán) y Hsuan Hua (宣化, Xuānhuà), que han propagado el chan en Occidente, donde ha crecido constantemente a lo largo del siglo XX y XXI.
El chan fue reprimido en China durante la reciente era moderna en los primeros periodos de la República Popular, pero más recientemente se ha ido reafirmando en el continente, y cuenta con un importante número de seguidores en Taiwán y Hong Kong, así como entre los chinos de ultramar.

## Influencia

### Japón
La secta zen japonesa conocida como escuela Rinzai es una rama del linaje que fundó Linji. La escuela japonesa Ōbaku, más pequeña, llegó a Japón en el siglo XVII como un linaje Linji separado y existió en Japón durante muchos años como un Zen chino de la dinastía Ming dentro de Japón.
Más tarde, el Ōbaku se semifusionó con el linaje Rinzai tras el renacimiento del Rinzai por parte de Hakuin Ekaku en el siglo XVIII. En la actualidad, las escuelas Rinzai y Obaku están estrechamente relacionadas.
La ya desaparecida Fuke-shū también tenía estrechos vínculos con la escuela Rinzai y reivindicaba su afiliación al linaje Linji.

### Corea
La escuela Linji tuvo una influencia considerable en la ya existente Orden Jogye coreana, nombre adoptado por las nueve escuelas de montaña, que fueron establecidas por estudiantes de Mazu Daoyi. Jinul (知訥) (1158-1210) retomó la práctica Hua Tou de Dahui, pero la mezcló con las enseñanzas intelectuales de Guifeng Zongmi (780–841). Jinul enfatizaba el la percepción súbita, que debía ser seguida por un cultivo gradual.